# Friedrich Adolph von Dellingshausen

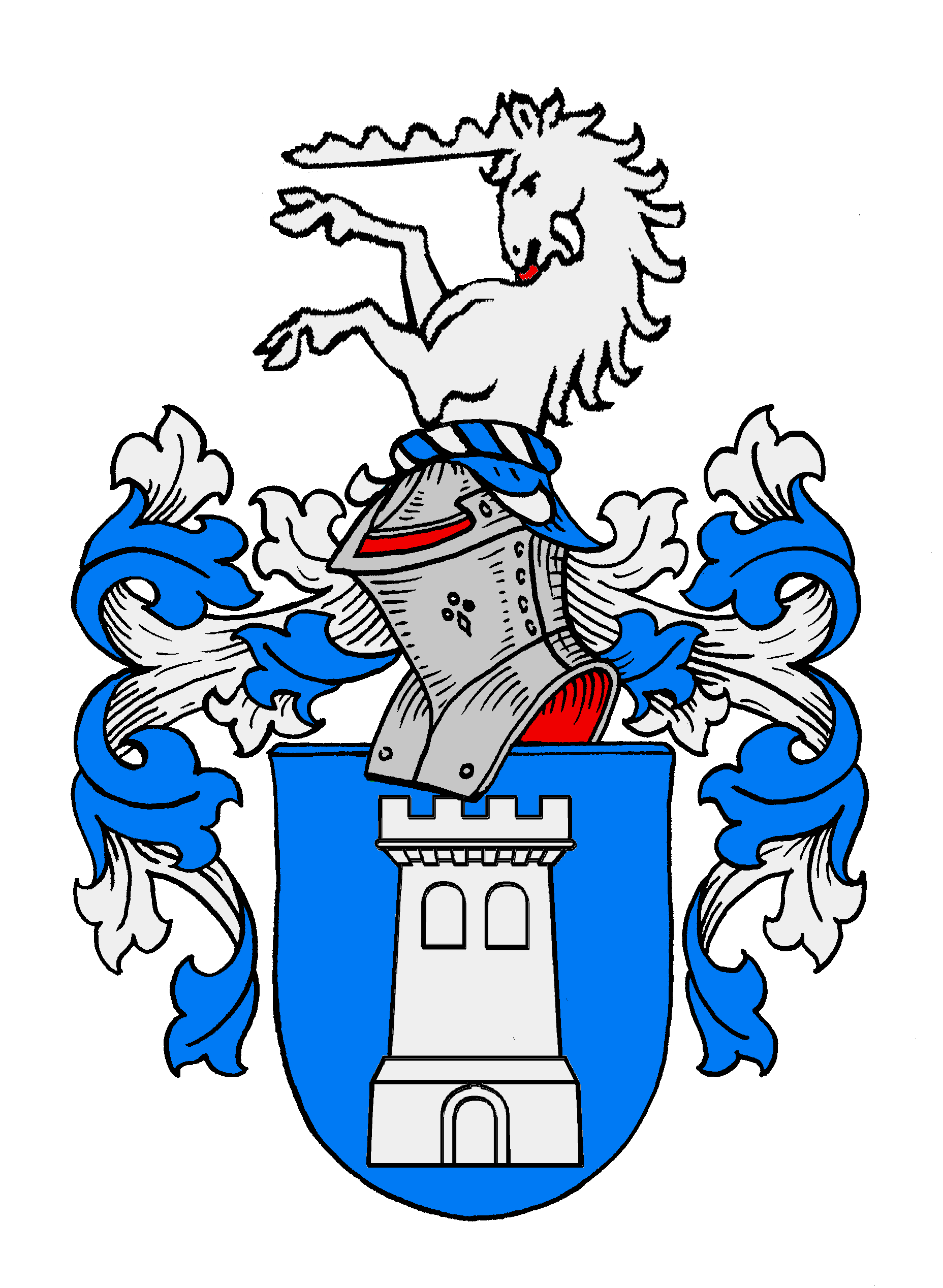
Stammwappen der Dellingshausen

Friedrich Adolph (Friedolph) Robert Freiherr von Dellingshausen (* 22. Oktober 1938 in Schweidnitz) ist deutscher Berufssoldat im Ruhestand.

## Leben
Friedolph von Dellingshausen entstammte dem estländischen Adelsgeschlecht von Dellingshausen. Seine Eltern waren Freiherr Ewert von Dellingshausen (1909–1996), Dr. jur., Konsistorialrat, Ministerialrat und Leiter des Grundsatzreferats I 1 „Politische Grundsatzfragen, Pflege des gesamtdeutschen Gedankens“ im Bundesministerium für gesamtdeutsche Fragen und Gräfin Helene von Zedlitz und Trützschler (1916–1945). Am 28. März 1967 heiratete er in Lüneburg (standesamtlich) und am 5. Mai 1967 in Bonn (kirchlich) Renate Ernestine Elisabeth von Kleist (* 30. Juni 1941 in Berlin).
Nach dem Abitur 1958 in Bonn trat von Dellingshausen als Offizieranwärter der Panzertruppe in die Bundeswehr ein. Seine wesentlichen Verwendungen nach der üblichen Truppenzeit in Lüneburg waren die Verwendung als stellvertretender Bataillonskommandeur in Handorf bei Münster in Westfalen (1971 bis 1974), die Tätigkeit als Taktiklehrer und Inspektionschef an der Panzertruppenschule in Munster (1974 bis 1977), die Ausbildung zum Offizier im Generalstabsdienst beim internationalen Generalstabslehrgang an der Führungsakademie der Bundeswehr in Hamburg (1977 bis 1978), eine dreijährige Verwendung als Kommandeur des Panzerbataillons 324 in Schwanewede (1978 bis 1981), drei Referenten-Verwendungen im Bundesministerium der Verteidigung in Bonn (1981 bis 1990), die Versetzung als Stellvertretender Brigadekommandeur der Panzergrenadierbrigade 32 nach Ellwangen (1990 bis 1992) und die abschließende Tätigkeit als Kommandeur im Verteidigungsbezirks 75 in Chemnitz. Unmittelbar mit der Deutschen Wiedervereinigung übernahm von Dellingshausen vom 3. Oktober 1990 bis zum 31. März 1991 die Führung des aus der Nationalen Volksarmee übernommenen Panzerregiments 15 „Paul Hornick“ in Cottbus und bereitete dieses zur völligen Auflösung vor. Er wurde 1996 als Oberst in den Ruhestand versetzt.
Von Dellingshausen ist Ehrenkommendator des Johanniterordens. Von 1998 bis 2007 arbeitete er hauptamtlich als Sekretär im Ordensbüro des Johanniterordens in Berlin und war zuständig für Personal- und Organisationsfragen. Daneben machte er sich eingehend mit der Ordensgeschichte vertraut und veröffentlichte hierzu in den Zeitschriften des Ordens zahlreiche Artikel. Am Entstehen der Festschrift der Hannoverschen Genossenschaft zu ihrem 150-jährigen Bestehen, erschienen im Jahre 2014, nahm er wesentlichen Anteil. Von 2007 bis 2014 engagierte er sich als ehrenamtliches Vorstandsmitglied im Johanniter-Hilfswerk in Polen (Joannici Dzieło Pomocy). Auch ist er seit 1999 Mitglied im Kuratorium der Malteser-Johanniter-Johanneshaus gGmbH in Bonn.
2021 erhielt er das von Bundespräsident Steinmeier verliehene Verdienstkreuz am Bande des Verdienstordens der Bundesrepublik Deutschland.

## Schriften
- Johann Christoph Beckmann, Andreas von Klewitz, Alexander von Stechow und Friedrich Adolph Freiherr von Dellingshausen: Anmerckungen von dem Ritterlichen Johanniter-Orden. Finckenstein & Salmuth, Juni 2012.
- Balley Brandenburg des Ritterlichen Ordens St. Johannis vom Spital zu Jerusalem und Friedrich Adolph Freiherr von Dellingshausen: Die Mitglieder des Erweiterten Kapitels des Johanniterordens von 1958 bis 1999: Ein Photoalbum (mit 203 Portraitabbildungen). Finckenstein & Salmuth, 30. Januar 2012.